# Вика чужоземна
Вика чужоземна, горошок чужоземний (Vicia peregrina) — вид рослин з родини бобові (Fabaceae), поширений у Європі, Азії, Північній Африці.

## Опис
Однорічна рослина 20–45 см. Листочки вузько-лінійні, 1–3 см завдовжки і 1–3 мм завширшки, квітки поодинокі, пурпурові.

## Поширення
Поширений у Північній Африці, західній, середній, південно-західній Азії і В'єтнамі, південній частині Європи; інтродукований до Швейцарії та Угорщини.
Вид найчастіше трапляється як бур'ян оброблюваних культур у сухих сільськогосподарських та порушених землях.
В Україні вид зростає на скелях і відкритих сухих схилах — у Криму (Керченський півострів і гірський Крим).